# 白堊新偽蕈甲屬
白堊新偽蕈甲屬（Cretosynstrophus）為偽蕈甲科下一已滅絕的屬級分類元。目前僅知有始祖白堊新偽蕈甲一種。

## 形態描述
本屬可藉由下列特徵與其他偽蕈甲科屬級進行鑑別：身體小型、雙眼毗鄰。觸角細長，延伸至具翅鞘基部1/3處，每節觸角小節明顯長大於寬。前胸背板前緣突起，後緣有一明顯中葉突（mesal lobe）突起。翅鞘長，上有密集綱毛。足修長。身體梭狀小型，全身被覆綱毛。眼睛大且表面粗糙，背面觀非常接近，無額楯縫，唇橫向。觸角絲狀，11節，基部可由頂端觀得。前基節橫向，後基節斜向。前足及中足跗節皆有五節，後足僅有四節。

## 系統分類學
本屬根據形態可分入偽蕈甲科優偽蕈甲亞科，同時擁有優偽蕈甲亞科兩個族的特徵優偽蕈甲族（Eustrophini）及全偽蕈甲族（Holostrophini）的特徵，因此暫時歸類於族級未定。

## 古生物學
現生所有的優偽蕈甲亞科成員觸角較為短，觸角小節3-7節短而膨大，然而本屬成員的觸角細長，觸角小節修長，早期優偽蕈甲亞科成員的觸角形式可能較現今更多樣化。

## 發現歷史
2016年，中國科學院南京地質古生物所助理教授蔡晨陽，發表了一件未描述過的偽蕈甲科的緬甸琥珀化石物種，命名為始祖白堊新偽蕈甲。並確認其無法歸入已描述過的屬級分類元，故同時描述此一獨立新屬。

## 命名語源
本屬根據其模式種始祖白堊新偽蕈甲的生存年代晚白堊世命名。前綴「Creto-」來自拉丁文「白堊紀」（Cretaceous）一詞，「Synstrophus」則來自現生屬級分類元新偽蕈甲的屬名。